# Maccabi Tel Aviv Football Club 2011-2012
Questa voce raccoglie le informazioni riguardanti il Maccabi Tel Aviv Football Club nelle competizioni ufficiali della stagione 2011-2012. 

## Rosa
| N. |                                 | Ruolo | Calciatore            |
| -- | ------------------------------- | ----- | --------------------- |
| 1  | Israele (bandiera)              | P     | Barak Levi            |
| 2  | Israele (bandiera)              | D     | Klemi Saban           |
| 3  | Israele (bandiera)              | D     | Uri Cohen             |
| 4  | Brasile (bandiera)              | D     | Nivaldo               |
| 5  | Israele (bandiera)              | D     | Yagil Biton           |
| 6  | Israele (bandiera)              | C     | Gal Alberman          |
| 7  | Israele (bandiera)              | C     | Guillermo Israilevich |
| 9  | Israele (bandiera)              | A     | Barak Itzhaki         |
| 10 | Bosnia ed Erzegovina (bandiera) | C     | Haris Medunjanin      |
| 11 | Israele (bandiera)              | C     | Eli Zizov             |
| 13 | Israele (bandiera)              | A     | Moanes Dabour         |
| 14 | Israele (bandiera)              | D     | Yoav Ziv              |
| 15 | Israele (bandiera)              | C     | Dor Mikha             |
| 16 | Israele (bandiera)              | A     | Eliran Atar           |
| 17 | Montenegro (bandiera)           | D     | Savo Pavićević        |

| N. |                    | Ruolo | Calciatore         |
| -- | ------------------ | ----- | ------------------ |
| 18 | Senegal (bandiera) | A     | Pape Moussa Konaté |
| 19 | Israele (bandiera) | C     | Roi Kehat          |
| 21 | Israele (bandiera) | C     | Shiran Yeini       |
| 23 | Israele (bandiera) | C     | Moshe Lugasi       |
| 24 | Israele (bandiera) | A     | Roberto Colautti   |
| 25 | Israele (bandiera) | C     | Rafi Dahan         |
| 26 | Israele (bandiera) | D     | Avi Strul          |
| 27 | Israele (bandiera) | D     | Omer Vered         |
| 29 | Israele (bandiera) | C     | Rif Peretz         |
| 30 | Israele (bandiera) | C     | Omri Shkel         |
| 31 | Israele (bandiera) | P     | Yossi Ginzburg     |
| 32 | Nigeria (bandiera) | P     | Vincent Enyeama    |
| 42 | Israele (bandiera) | D     | Rahamim Checkol    |
| 44 | Croazia (bandiera) | D     | Roberto Punčec     |
| 45 | Israele (bandiera) | C     | Tom Mansharov      |
| 55 | Israele (bandiera) | P     | Guy Haimov         |